# オガムド〜五感度〜
『オガムド〜五感度〜』（ 原題：오감도、英：Five Senses of Eros）は、2009年に製作された韓国のオムニバス映画。
日本では『韓流シネマ・フェスティバル 2010』にて初上映された。

## 概要
1.『his concern （彼の関心）』 監督・脚本：ピョン・ヒョク
- 男チョン・ミンス：チャン・ヒョク
- 女ハン・ジウォン：チャ・ヒョンジョン（朝鮮語版）

2.『Me, I'm Hero （私はここにいます）』 監督・脚本：ホ・ジノ
- 妻アン・ヘリム：チャ・スヨン（朝鮮語版）
- 夫カン・ヒョヌ：キム・ガンウ（朝鮮語版）

3.『33rd MAN （33番目の男）』監督・脚本：ユ・ヨンシク
- キム・ミジン：キム・ミンソン

4.『In the End is My Beginning （終わりと始まり）』 監督・脚本：ミン・ギュドン
- ミン・ジェイン：ファン・ジョンミン
- イ・ジョンハ：オム・ジョンファ
- イ・ジョンハの母：イ・フィヒャン

5.『One Fine Day （瞬間を信じます）』 監督・脚本：オ・ギファン
- ジウン：キム・ドンウク
- ユンジョン：イ・ソンミン
- セウン：イ・シヨン